# 情報てんこもりラジオでDON
『情報てんこもり ラジオでDON』（じょうほうてんこもり ラジオでドン）は、1993年4月5日から2009年4月3日まで西日本放送運営のRNCラジオで放送されていたラジオ番組。

## 放送時間
- 月曜 - 金曜 13:00 - 16:20（16:00から競艇・競輪中継などがある日には15:50までの放送）

## 出演者

### パーソナリティ
- 月曜日 笑福亭小つる・池田弥生
- 火曜日 笑福亭小つる・伊達典子
- 水曜日 笑福亭小つる・伊達典子
- 木曜日 笑福亭学光・熊谷富由美
- 金曜日 笑福亭学光・熊谷富由美

### 過去のパーソナリティ
- 月・火曜日 脇光男（番組初期）
- 木・金曜日 橘久美子（番組開始 - 1998年4月3日）
- 月・火・水曜日 片岡三佐子（番組開始 - 2002年10月2日）

### ラジオカーレポーター
- 月曜日 橘久美子
- 火曜日 古茂田圭
- 水曜日 佐々木のぶよ
- 木曜日 白井美由紀
- 金曜日 菊池優

## コーナー
- お祝いメッセージ
- お題ちょー題！（第1木曜日のみ）
- 人生てんこもりあなたにDON
- DONお札
- こちら魚屋さん
- 淳ちゃんのまじグルメ旬の味
- 小つるのうまいやん！
- 日産 完全無欠のミュージックロード → 聞いてけ乗ってけミュージックDONぶり
- こちら四国新聞
- ずっと青春！応援ラジオ
  - 提供は香川県。
  - BGMは、テレビのアナログ放送終了告知のものと同じである。